# مظفر گره، پاکستان
مظفر گره (به اردو: مظفر گڑھ) شهری در ایالت پنجاب (پاکستان) کشور پاکستان است که در سرشماری سال ۲۰۰۶ میلادی، ۱۷۲٫۳۳۹ نفر جمعیت داشته است.